# Peter de Wijn
Peter de Wijn (1 december 1954) is een Nederlands zanger, gitarist, muziekproducent en liedjesschrijver.
De Wijn speelde in een aantal bandjes, hij was gitarist van Candellight, Funfair, Live, en G'Race. Voor Live schreef hij een rockopera Genevieve. Voor G'Race de hit Manhattan. Een van de eerste uitingen van zijn werk is echter de single Lucky star van The Cats, dat hij samen met Henk van Broekhoven schreef.
Hij is oprichter van het platenlabel Ya Ya Records. Hij begeleidde artiesten als Koos Alberts (Ik verscheurde je foto), Arno Kolenbrander, Gerard Joling (Love is in your eyes, Ticket to the tropics, Shangri-la), Bonnie St. Claire, Jeroen van der Boom en Maribelle.